# شان لی
شان لی (انگلیسی: Sean Lee؛ زادهٔ ۲۲ ژوئیهٔ ۱۹۸۶) بازیکن فوتبال آمریکایی اهل ایالات متحده آمریکا است.
از باشگاه‌هایی که در آن بازی کرده‌است می‌توان به دالاس کاوبویز اشاره کرد.